# Linh đài lang
Linh đài lang (tiếng Trung: 靈臺郎) là chức quan chuyên lo việc liệu đoán thời tiết, khí hậu trong Tư thiên đài thời nhà Kim, trật Chánh thất phẩm hạ.
Tại Việt Nam, dưới thời vua Gia Long, đổI tên cơ quan Tư thiên giám làm Khâm thiên giám và đặt các cơ quan Khâm thiên giám tại tỉnh gọi là Chiêm hậu ty. Do việc này, nên chức Linh đài lang được chia ra là Khâm thiên giám Linh đài lang và Chiêm hậu ty Linh đài lang. Tại Chiêm hậu ty, Linh đài lang là vị quan đứng đầu ty trật Tòng cửu phẩm.
Thời Gia Long, Linh đài lang tại Chiêm hậu ty được gọi là Cai hợp, Thư lại tại Chiêm hậu ty được gọi là Thủ hợp.
Năm Minh Mạng 9 (1828), đổi tên Cai hợp tại Chiêm hậu ty lại thành Linh đài lang, Thủ hợp thành Chánh cửu phẩm Thư lại.
Năm Minh Mạng 15 (1834), chuẩn định Khâm thiên giám Linh đài lang trật Chánh thất phẩm, lại lệnh chỉ được bổ hai viên Khâm thiên giám Linh đài lang. Lại chuẩn định Chiêm hậu ty Linh đài lang trật Tòng thất phẩm.

## Lưu ý
- Tại Trung Quốc, do Tư thiên đài là tên cơ quan, nên tên gọi đầy đủ cho chức vụ này là Tư thiên Linh đài lang (司天靈臺郎)
- Tại Việt Nam, do Tư thiên giám là tên cơ quan, nên tên gọi đầy đủ cho chức vụ này khi còn cơ quan Tư thiên giám là Tư thiên giám Tư thần lang (司天監靈臺郎)